# Alcalde de sacas
Alcaldes de sacas son aquellos jueces que se establecieron para impedir la saca y extracción de varios géneros y mercaderías, como pan, vino, oro y plata, caballos, mulas y otras cosas, perteneciendo a su juzgado el conocimiento de las causas de esta calidad. 

## Origen
Aunque el origen de estos Jueces con el nombre particular de Alcaldes de sacas no se encuentra en nuestras leyes antiguas, puede muy bien aplicarse al tiempo del esclarecido Enrique II, quien en las segundas Cortes de Toro, movido de las razones y quejas que representaron los tres Estados del Reino sobre el abuso grande que se había experimentado en la extracción de especies y géneros vedados, pidiéndole pusiese remedio en ello, declaró su Real ánimo condescendiendo a su petición del modo siguiente: 
El Rey acordó de poner en guarda de los puertos hombres de confianza, que diesen bien cuenta de ello.

## Requisitos
Antes de tomar posesión de sus empleos, debían hacer el juramento necesario de usarlos fielmente, no arrendarlos y sí servirlos personalmente o por tenientes de su mayor confianza. Y recibido dicho empleo, tenían que fijar su residencia en los puertos y lugares rayanos del Reino, dos leguas alrededor, debiendo de ejecutar lo mismo sus tenientes aprobados por el Consejo, en caso de no servirlos por sí mismos, como lo ordenó el rey Enrique IV en Toledo. 